# Mistrovství světa supersportů 2009
Mistrovství světa supersportů 2009 je 11. ročníkem Mistrovství světa supersportů. Sezóna začala závodem na okruhu Phillip Island a vyvrcholí 25. října na trati v Portimao. Závody se konají souběžně se sérií superbike.

## Kalendář
| *  | Datum        | Stát                  | Okruh                   | Vítěz          | Výsledky |
| -- | ------------ | --------------------- | ----------------------- | -------------- | -------- |
| 1  | 1. březen    | Austrálie             | Phillip Island          | Kenan Sofuoğlu | Výsledky |
| 2  | 14. březen   | Katar                 | Losail                  | Eugene Laverty | Výsledky |
| 3  | 5. duben     | Španělsko             | Valencia                |                | Výsledky |
| 4  | 26. duben    | Nizozemsko            | Assen                   |                | Výsledky |
| 5  | 10. květen   | Itálie                | Monza                   |                | Výsledky |
| 6  | 17. květen   | Jihoafrická republika | Kyalami                 |                | Výsledky |
| 7  | 31. květen   | USA                   | Miller Motorsports Park |                | Výsledky |
| 8  | 21. červen   | San Marino            | Misano                  |                | Výsledky |
| 9  | 28. červen   | Velká Británie        | Donington Park          |                | Výsledky |
| 10 | 26. červenec | Česko                 | Brno                    |                | Výsledky |
| 11 | 6. září      | Německo               | Nürburgring             |                | Výsledky |
| 12 | 27. září     | Itálie                | Imola                   |                | Výsledky |
| 13 | 4. říjen     | Francie               | Magny-Cours             |                | Výsledky |
| 14 | 25. říjen    | Portugalsko           | Portimão                |                | Výsledky |

## Účastníci
| Tým                          | Konstruktér | Motocykl        | č.  | Jezdec                      |
| ---------------------------- | ----------- | --------------- | --- | --------------------------- |
| HANNspree Ten Kate Honda     | Honda       | Honda CBR600RR  | 1   | Andrew Pitt                 |
| HANNspree Ten Kate Honda     | Honda       | Honda CBR600RR  | 54  | Kenan Sofuoğlu              |
| Yamaha World Supersport Team | Yamaha      | Yamaha YZF-R6   | 35  | Cal Crutchlow               |
| Yamaha World Supersport Team | Yamaha      | Yamaha YZF-R6   | 99  | Fabien Foret                |
| Stiggy Motorsport AB         | Honda       | Honda CBR600RR  | 13  | Anthony West                |
| Stiggy Motorsport AB         | Honda       | Honda CBR600RR  | 105 | Gianluca Vizziello          |
| Parkalgar Honda              | Honda       | Honda CBR600RR  | 50  | Eugene Laverty              |
| Parkalgar Honda              | Honda       | Honda CBR600RR  | 117 | Miguel Praia                |
| Hoegee Suzuki Team           | Suzuki      | Suzuki GSX-R600 | 77  | Barry Veneman               |
| Hoegee Suzuki Team           | Suzuki      | Suzuki GSX-R600 | 78  | Shaun Geronimi              |
| Kawasaki Provec Motocard.com | Kawasaki    | Kawasaki ZX-6R  | 21  | Katsuaki Fujiwara           |
| Kawasaki Provec Motocard.com | Kawasaki    | Kawasaki ZX-6R  | 26  | Joan Lascorz                |
| HANNspree Honda Althea       | Honda       | Honda CBR600RR  | 8   | Mark Aitchison              |
| HANNspree Honda Althea       | Honda       | Honda CBR600RR  | 14  | Matthieu Lagrive            |
| Triumph BE1 Racing           | Triumph     | Triumph 675     | 24  | Garry McCoy                 |
| Triumph BE1 Racing           | Triumph     | Triumph 675     | 69  | Gianluca Nannelli           |
| Intermoto Czech              | Honda       | Honda CBR600RR  | 7   | Patrick Vostarek            |
| Intermoto Czech              | Honda       | Honda CBR600RR  | 55  | Massimo Roccoli             |
| Yamaha Lorenzini by Leoni    | Yamaha      | Yamaha YZF-R6   | 51  | Michele Pirro               |
| Veidec Racing RES Software   | Honda       | Honda CBR600RR  | 28  | Arie Vos                    |
| Veidec Racing RES Software   | Honda       | Honda CBR600RR  | 127 | Robbin Harms                |
| ECHO CRS Grand Prix          | Honda       | Honda CBR600RR  | 32  | Fabrizio Lai                |
| ECHO CRS Grand Prix          | Honda       | Honda CBR600RR  | 83  | Russell Holland             |
| Factory Racing               | Triumph     | Triumph 675     | 19  | Pawel Szkopek               |
| Factory Racing               | Triumph     | Triumph 675     | 96  | Matěj Smrž                  |
| Holiday Gym Racing           | Yamaha      | Yamaha YZF-R6   | 71  | José Carlos Morillas Cuenca |
| Holiday Gym Racing           | Yamaha      | Yamaha YZF-R6   | 88  | Yannick Guerra              |
| Kuja Racing                  | Honda       | Honda CBR600RR  | 9   | Danilo Dell'Omo             |
| RES Software Veidec Racing   | Honda       | Honda CBR600RR  | 30  | Jesco Günther               |
| YZF Yamaha                   | Yamaha      | Yamaha YZF-R6   | 5   | Doni Tata Pradita           |

- Všichni účastníci používají pneumatiky Pirelli.